# Tracey Walter
Tracey Walter (Jersey City, 25 de noviembre de 1947) es un actor estadounidense que ha aparecido en cerca de cien producciones de cine y televisión durante su carrera en roles de reparto, registrando papeles en producciones como Batman, Conan el Destructor y Matilda, y en seis películas del cineasta Jonathan Demme.

## Filmografía

### Cine
- Badge 373 (1973)
- Serpico (1973)
- Annie Hall (1977)
- Mad Bull (1977) Coley Turner
- Blue Collar (1978)
- Goin' South (1978) Coogan
- The Fifth Floor (1978) Paciente mental
- Hardcore (1979)
- The Hunter (1980) Rocco Mason
- High Noon, Part II: The Return of Will Kane (1980) Harlan Tyler
- The Hand (1981) Policía
- Raggedy Man (1981) Arnold
- Timerider: The Adventure of Lyle Swann (1982) Carl Dorsett
- Honkytonk Man (1982) Pooch
- Rumble Fish (1983) Alley Mugger
- Repo Man (1984) Miller
- Conan the Destroyer (1984) Malak
- At Close Range (1986) Patch
- Something Wild (1986)
- Malone (1987) Calvin Bollard
- Mortuary Academy (1988) Don Dickson
- Under the Boardwalk (1988) Bum
- Out of the Dark (1988) Frank Meyers
- Midnight Run (1988)
- Married to the Mob (1988) Chicken Lickin'
- Batman (1989) Bob
- Homer and Eddie (1989) Tommy Dearly
- Young Guns II (1990) Beever Smith
- The Two Jakes (1990) Tyrone Otley
- Pacific Heights (1990) Exterminador
- The Silence of the Lambs (1991) Lamar
- Liquid Dreams (1991) Cecil
- Delusion (1991)
- City Slickers (1991) Cookie
- Guncrazy (1992) Elton
- Amos & Andrew (1993) Bob
- Cyborg 2 (1993) Wild Card
- Philadelphia (1993) Bibliotecario
- Junior (1994)
- Fist of the North Star (1995) Paul McCarthy
- Destiny Turns on the Radio (1995) Pappy
- Larger Than Life (1996) Wee St. Francis
- Matilda (1996) Agente Bill
- Entertaining Angels: The Dorothy Day Story (1996) Joe Bennett
- Amanda (1996) Padre Reckinger
- Wild America (1997) Leon
- Drive (1997) Hedgehog
- Playing God (1997) Jim
- Desperate Measures (1998)
- Beloved (1998)
- Mighty Joe Young (1998)
- Façade (1999) Jake
- Man on the Moon (1999)
- Drowning Mona (2000) Clarence
- Erin Brockovich (2000) Charles Embry
- Jack the Dog (2001)
- The Man from Elysian Fields (2001)
- Impostor (2001) Siegel
- How High (2001) Profesor Wood
- Death to Smoochy (2002) Ben Franks
- Ted Bundy (2002) Randy Myers
- Masked and Anonymous (2003)
- Manhood (2003) Abogado
- Duplex (2003)
- One Last Ride (2004) Nicky
- The Manchurian Candidate (2004)
- Berkeley (2005)
- Relative Strangers (2006) Vendedor
- Man in the Chair (2007) Sr. Klein
- Nobel Son (2007) Simon Ahrens
- Wasting Away (2007) Sr. Whicks
- Trailer Park of Terror (2008) Camionero anciano
- Just Add Water (2008) Clem
- Dark Reel (2008) Roy White
- The Perfect Game (2009) Capitán Slater
- I Spit on Your Grave (2010) Earl
- Midnight Son (2011)
- Politics of Love (2011) Glen
- Alyce (2011) Terrateniente
- Fred 3: Camp Fred (2012) Gary
- Savannah (2013) Mathias
- Swelter (2014) Henry Johnson
- 31 (2016) Lucky Leo
- Middle Man (2016) Padre Ricky

### Televisión
| Año       | Título                               | Papel                  | Notas       |
| --------- | ------------------------------------ | ---------------------- | ----------- |
| 1978      | Starsky and Hutch                    | Leo                    |             |
| 1979      | WKRP in Cincinnati                   | Don Pesola             |             |
| 1980      | Charlie's Angels                     | Clint Mason            | 1 episodio  |
| 1981–1982 | Best of the West                     | Frog Rothchild         |             |
| 1982      | The Fall Guy                         | Skip                   | 1 episodio  |
| 1982–1983 | Hill Street Blues                    | Willie Laporter        |             |
| 1983      | Cagney & Lacey                       | Boone                  |             |
| 1983      | Taxi                                 | Panhandler             |             |
| 1984      | Hunter                               | Archie                 | 1 episodio  |
| 1985-1986 | Amazing Stories                      | Blaze                  |             |
| 1986–1987 | Designing Women                      | Malcolm Box            |             |
| 1987      | Moonlighting                         | Arnie Steckler         |             |
| 1987–1988 | ALF                                  | Gravel Gus             |             |
| 1987–1992 | Star Trek: The Next Generation       | Berik / Kayron         |             |
| 1989      | Alien Nation                         | Tom Mulden             | 1 episodio  |
| 1989–1990 | Freddy's Nightmares                  | Eugene Moss            |             |
| 1990      | Get a Life                           | Operador               | 2 episodios |
| 1991      | Monsters                             | Ed                     | 1 episodio  |
| 1991      | She-Wolf of London                   | Boris                  |             |
| 1992      | On the Air                           | 'Blinky' Watts         |             |
| 1992      | Wings                                | Tucker                 |             |
| 1993      | The Adventures of Brisco County, Jr. | Phil Swill             |             |
| 1994      | Melrose Place                        | Hombre en Dreamy Pines |             |
| 1994      | Ride the Wind                        | Francis                |             |
| 1994      | L.A. Law                             | John Rosten            |             |
| 1995      | Kidnapped: In the Line of Duty       | Oliver Tracy           |             |
| 1995      | Buffalo Girls                        | Jim Ragg               |             |
| 1996–2001 | Nash Bridges                         | Peter Spielman         | 8 episodios |
| 1997      | Tell Me No Secrets                   | Sean Ferguson          |             |
| 2002      | The Division                         | Tom Johnson            |             |
| 2002      | Boomtown                             | Dwayne                 |             |
| 2003      | Teen Titans                          | Puppet King            |             |
| 2003      | Justice League                       | Mophir                 |             |
| 2003–2006 | Reno 911!                            | Walter Chechekevitch   |             |
| 2005      | Veronica Mars                        | Manager                |             |
| 2007      | Raines                               | William Jones          |             |
| 2007      | It's Always Sunny in Philadelphia    | Bum                    |             |
| 2008      | Monk                                 | Profesor               | 1 episodio  |
| 2012      | Southland                            | Tom Smith              | 1 episodio  |